# Марченко Микола Дмитрович
Марченко Микола Дмитрович (народився 20 вересня 1943, Харкове, Чернігівської області) — скульптор, представник реалістичного напряму в українському мистецтві XX — XXI сторіччя.

## Життєпис
1972 р. — закінчив Державний київський художній інститут, нині — НАОМА за спеціальністю «Скульптура».
1978 р. стає членом Національної спілки художників України. Розпочинає викладацьку діяльність: з 1979 р. по сьогодні — у Київському інженерно-будівельному інституті (зараз — КНУБА); певний час працює у Київському університеті ім. Б.Грінченка.
З 2009 р. — доцент Кафедри рисунку і живопису КНУБА.
Працює у галузі круглої скульптури, рельєфу, барельєфу, малої пластики.
Майстер лаконічної, глибоко психологічної художньої характеристики персонажів. Особливе місце у творчості скульптора займає портрет.
Автор пам'ятників та меморіальних дошок, встановлених у Києві та інших містах України: рельєфного портрету «П. П. Вірський» (1983 р., м. Київ); барельєфу «Випускникам Київських спеціальних шкіл — учасникам Другої Світової війни» (1979 р., м. Київ) та ін. Зокрема, входив до творчої групи, котра працювала над втіленням проекту А. Куща Монументу Незалежності в Києві у 2000 р.
Роботи Миколи Марченка знаходяться у приватних збірках України, Франції та інших держав Європи; а також в музейних колекціях: Національного музею літератури України; Міністерства освіти та науки України; Київського палацу дітей та юнацтва; Київського міського будинку учителя; Національного музею — меморіального комплексу «Букринський плацдарм» та ін.

## Галерея

Скульптор Марченко М. Д. Меморіальна дошка барельєф "Випускникам Київських спеціальних шкіл - учасникам Другої Світової війни 1941-1945 р.". 1979 р. бронза; Київ,Ярославів Вал вулиця, 40.